# Bukowno
Pour les articles homonymes, voir Bukowno (homonymie).
Bukowno est une ville de Pologne située en voïvodie de Petite-Pologne.

## Jumelages
- Rudňany (Slovaquie)